# Вторая англо-голландская война
Вторая англо-голландская война (англ. Second Anglo-Dutch War; нидерл. Tweede Engels-Nederlandse Oorlog) — вторая из англо-нидерландских войн XVII века, которая велась в 1665—1667 годах. Формально война была объявлена Карлом II Стюартом 14 марта 1665 года, однако военные действия начались ещё раньше — 8 сентября 1664 года английская экспедиция из 4 линейных кораблей захватила нидерландскую колонию Новый Амстердам (будущий Нью-Йорк) в Северной Америке.
Война окончилась летом 1667 года. Согласно миру в Бреде, подписанному 31 июля 1667 года и положившему конец войне, Новый Амстердам перешёл к Англии, к Нидерландам перешёл захваченный ими во время войны Суринам.
Среди крупных сражений — Лоустофтское сражение (1665), Четырёхдневное сражение (июнь 1666 года), Сражение у Норт-Форленда (август 1666 года).
Военные действия между воюющими сторонами шли сразу в трёх частях света — в Европе, Америке и Африке.

## Предпосылки к войне
Нидерланды не могли смириться со стеснениями для своей морской торговли, вызванной Навигационным Актом и итогами первой англо-голландской войны (1652—1654). Восстановив свой флот и финансы, они решили сделать попытку вернуть потерянное в предыдущей войне. Англия со своей стороны считала, что она в этой войне не достигла всех своих целей, а главное — Нидерланды продолжали оставаться самым опасным конкурентом в торговле. Поэтому и Англия, в которой царствовал теперь король Карл II, питавший к тому же личную ненависть к Нидерландам, тоже стремилась к войне.
Предлоги легко отыскались в постоянных насилиях, которые чинили друг другу торговые компании в колониях. Король Франции Людовик XIV, заветная мечта которого была утвердиться в Нидерландах на месте вытесненной оттуда и все слабеющей Испании, вел двойную игру. Он наталкивал Нидерланды на войну, чтобы их ослабить, обещал им поддержку, в 1666 году вступил с ними в формальный союз, но никакой помощи так и не оказал.
Уже в 1663 году англичане начали снаряжать обширную экспедицию для захвата нидерландских колоний в Западной Африке и Северной Америке. В январе 1664 года английский адмирал Роберт Холмс с 22 кораблями появился у берегов нидерландских владений в Африке и овладел островом Гореей и многими пунктами на Золотом Берегу. Затем он отправился в Америку, в августе завладел Новыми Нидерландами и переименовал главный город этой провинции из Нового Амстердама в Нью-Йорк в честь герцога Йоркского, главного начальника английского флота и вдохновителя экспедиции. На жалобы нидерландского правительства Англия заявила, что эта экспедиция частная (между тем значительная часть её кораблей принадлежала государству), обещала расследовать дело, а сама энергично продолжала вооружаться.
Тогда было отдано приказание Рюйтеру, находившемуся с эскадрой в Средиземном море, для операций против пиратов, отобрать силой забранное Холмсом и нападать на английские торговые суда, но только вне европейских вод. В европейских владениях противников продолжался видимый мир. Рюйтер забрал в испанских портах на год провиант и в конце октября появился у Золотого Берега, вновь завладел всеми пунктами и островом Гореей, прихватил ещё некоторые пункты, принадлежавшие англичанам, и в феврале 1665 года с 12 кораблями направился в Вест-Индию, затем к Ньюфаундленду, везде забирая богатые призы.
Англия ответила насилием и в европейских водах. 29 декабря 1664 года английский адмирал Аллин напал в Гибралтарском проливе на караван нидерландских торговых судов, шедших из Смирны с конвоем отряда военных кораблей под командованием адмирала Ван-Бракеля, причём последний в бою был убит.
24 января 1665 года Нидерланды объявили Англии войну. В январе 1666 года к первым присоединились Франция и Дания. Наученные опытом предыдущей войны, в которой защита торговли в значительной мере обессиливала военные флоты и стесняла их операции, нидерландцы издали указ, воспрещавший во время войны всякую морскую торговлю и рыбную ловлю, чтобы сосредоточить все силы для борьбы с английским военным флотом. По численности флоты противников были почти одинаковы (около 100 кораблей у каждой стороны, кроме брандеров), но теперь они состояли почти исключительно из военных кораблей, и нидерландские корабли уже не уступали англичанам ни по величине, ни по артиллерии.

## Боевые действия в 1665 году

### Боевые действия в Европе
Так как война была объявлена зимой, когда в Северном море плавать для кораблей той постройки было опасно, то военные действия начались только весной, тем более что раньше флоты ещё не были и подготовлены к выходу в море. Нидерландский флот был расположен в двух пунктах — на Маасе и Текселе. Поэтому герцог Йоркский, командовавший английским флотом, вышел в море 1 мая и направился к нидерландскому берегу, чтобы помешать соединению нидерландских эскадр, а также перехватить возвращавшегося из Северной Америки Рюйтера. Но, боясь опоздать, английский флот вышел без достаточного снабжения; через три недели, выдержав к тому же жестокий шторм, ему пришлось вернуться назад. Тотчас (22 мая) Маасская эскадра под командованием адмирала Эвертсена ушла к Текселу.
Несмотря на отсутствие флотилии де Рюйтера и сомнительную боеспособность основного флота, Ян де Витт требовал срочных действий, и через несколько дней главнокомандующий нидерландским флотом адмирал Вассенар вышел в море на поиски за английским флотом, который в это время грузил в Харидже боевые припасы и провиант. Получив сведение о выходе нидерландского флота и считая Харидж, окружённый мелями, неудобным для боя, герцог Йоркский перешел 11 июня с флотом и транспортами в Солебей. В этот же день в виду Солебея показался нидерландский флот, а потому, наскоро нагрузившись, герцог Йоркский вышел в море. Из-за безветрия флоты вступили в бой только 13 июня у Лоустофта. Этот бой оказался крупнейшим поражением Нидерландов за всю их морскую историю; после гибели адмирала Вассенара голландцы с большими потерями отступили к Текселу. Англичане преследовали вяло и скоро вернулись в свои порты.
Возвращавшийся из Вест-Индии Рюйтер обошёл Англию с севера и зашёл в Штатланд (Норвегия). Тут он узнал о результате сражения при Лоустофте и потому осторожно пробрался вдоль берега Норвегии и Дании в устье реки Эмс, где стал на якорь 6 августа.
Между тем английский флот под командованием графа Сандвича в погоне за Рюйтером вышел 15 июля к шотландским берегам, но вместо того, чтобы ожидать его тут, вскоре перешёл на север к Шетландским островам, отрядив адмирала Теддимана с 14 кораблями в Берген, где, по слухам, находился отряд кораблей голландской Ост-Индской компании. Это оказалось верно, но нидерландский отряд во главе с де Биттером блестяще отбился от Теддимана.
По возвращении Рюйтер был назначен главнокомандующим и вышел в море с 93 кораблями и 11 брандерами, чтобы провести из Бергена собиравшиеся там торговые суда, возвращавшиеся из дальних стран. Он прошёл вдоль восточного берега Англии до 58° северной широты и здесь 25 августа узнал о разделении флота Сандвича и появлении англичан у берегов Норвегии. Опасаясь за Берген, Рюйтер направился туда, но уже не нашёл там Теддимана. На обратном пути Рюйтера с караваном застиг страшный шторм, который разбросал его суда. 13 сентября он оказался у Доггер-банки всего с 36 кораблями.
В это время с севера возвращался Сандвич, и в его руки поодиночке попало 8 военных кораблей, 2 брандера и 2 корабля Ост-Индской компании. Оба флота были вынуждены возвратиться в свои порты для исправления повреждений, причинённых штормом.
В Англии в это время разразилась чума, и из-за затруднений в комплектовании судов английский флот уже больше не выходил в море. Узнав, что английские суда разбросаны по разным портам, Рюйтер в середине октября вышел к английским берегам. Он обошёл Харидж, Ярмут, Лоустофт, Солебей и Даунс, но англичане успели укрыть все свои суда в Темзе. Тогда Рюйтер заблокировал Темзу, но 1 ноября из-за развившихся на флоте болезней вынужден был возвратиться в Нидерланды, оставив для блокады Темзы отряд из 18 кораблей, который впоследствии был усилен 16 кораблями и продержался в море до февраля. Этим значительно была стеснена морская торговля англичан, и много их торговых судов попало в руки нидерландцев. Таким образом, вследствие того, что победа при Лоустофте не была использована англичанами, нидерландский флот нанес серьёзный вред английской торговле, имел возможность усилиться и напрактиковать свои экипажи долгими крейсерствами в море.

## Боевые действия в 1666 году

### Боевые действия в Европе
К весне 1666 года Нидерланды изготовили 84 корабля. Дания должна была по договору выставить 40 кораблей; однако, хотя её флот и был приготовлен к выходу в море, он так и не тронулся с места и участия в войне не принял.
Столь же эфемерной оказалась надежда на помощь Франции: её флот из 40 кораблей вышел в январе 1666 года из Тулона, но только к концу августа он добрался до Ла-Рошели, а в сентябре был в Дьепе, после чего вернулся в Брест.
Англичане изготовили 80 кораблей и, следовательно, им было под силу бороться только с одним нидерландским флотом. 5 июня нидерландский флот, готовившийся в разных портах, сосредоточился, и 10 июня Рюйтер направился к Доунсу, где по его сведениям находился английский флот. Силы англичан были разделены, так как Карл II получил ложное известие, что будто бы французский флот уже подошёл ко входу в Английский канал и находится на пути соединения с нидерландским флотом; поэтому Карл II приказал отправить к нему навстречу отряд из 20 кораблей, к которому в Плимуте могло присоединиться ещё 10 кораблей; отряд отделился от флота 8 или 10 июня.
Это была грубая стратегическая ошибка, так как англичане, занимавшие выгодную центральную позицию, вместо того, чтобы бить противников по частям, разъединились на части сами, причём обе эти части были слабее приближавшихся к ним с противоположных сторон противников. 10 июня Монк (граф Альбемарль), командовавший английским флотом, вышел из Доунса с 58 кораблями навстречу Рюйтеру. 11 июня флоты встретились у Дюнкирхена и вели упорный бой в продолжения 4-х дней, причём англичане отступали к западу, чтобы соединиться с эскадрой принца Руперта, отделившегося против французов. Несмотря на то что к концу третьего дня им это удалось, они всё-таки были разбиты наголову, но и нидерландский флот был настолько повреждён, что вынужден был вернуться в Виллинген.
Благодаря энергии Рюйтера нидерландский флот 6 июля уже вновь вышел в море; в составе 75 кораблей и транспортов, на которых находилось около 7000 сухопутных войск, предполагалось произвести высадку на английский берег, на чём настаивали многочисленные английские эмигранты — республиканцы, находившиеся в Нидерландах после восстановления в Англии королевской власти. Маловетрие дало возможность Рюйтеру подойти к устью Темзы только 13 июля. Английский флот не был ещё вполне готов к выходу, но подступы к его стоянкам в Темзе и Харидже были сильно укреплены. Пришлось отказаться от десанта, который был отослан назад, и ограничиться блокадой Темзы. 1 августа английский флот начал выходить, и тогда Рюйтер отступил в открытое море, чтобы не сражаться между мелей. 4 августа противники сошлись у Нордфореланда, причём в двухдневном бою нидерландцы потерпели поражение, и Рюйтеру пришлось укрыться в Виллингене. Поскольку в поражении Рюйтер обвинил Корнелиса Тромпа, видную фигуру партии оранжистов, эта битва привела к очередному политическому расколу внутри Соединенных провинций. В силу этого флот оказался простаивающим.

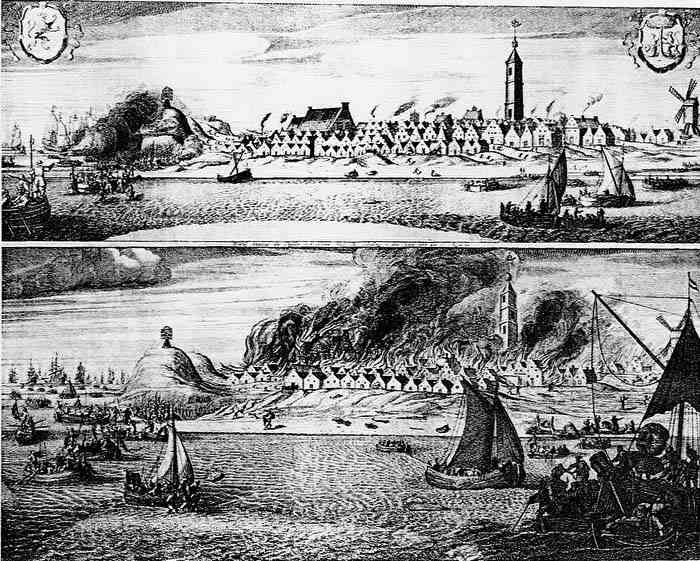
Корабли адмирала Холмса на острове Шеллинге, в операции, известной также как Костёр Холмса. Современная гравюра

Этим воспользовались англичане и снарядили экспедицию из мелкосидящих судов для набега на острова Вли и Шеллинг, около которых стояло около 150 нидерландских торговых судов и где находились магазины корабельных запасов, принадлежавших как правительству, так и Ост-Индской компании. Всё это адмирал Холмс, командовавший экспедицией, предал огню; нидерландцам был нанесён убыток около 12 миллионов гульденов, после чего отряд Холмса присоединился к главным силам, находившимся в Харидже.
5 сентября Рюйтер вышел с 79 кораблями и 27 брандерами, имея приказание соединиться с французской эскадрой. Получив известие о выходе Рюйтера, вышли и англичане из Хариджа (около 100 кораблей). В продолжение 10 дней флоты маневрировали в Ла-Манше, иногда сближаясь на расстояние видимости, но от сражения оба противника уклонялись. Со стороны Рюйтера это понятно, так как англичане были сильнее и его задача была — соединиться с французами. Англичанам же выгоднее было вступить в бой раньше этого соединения, и единственная причина их уклонения от боя — это состояние их кораблей. Не ожидая столь быстрого выхода Рюйтера, они считали кампанию этого года законченной и не приступали к серьёзному исправлению и снабжению своего флота после Нордфореландского боя.
Кроме того, погода стояла всё время свежая, неудобная для боя. 16 сентября англичане вошли в Портсмут, заняв центральную позицию между Рюйтером и герцогом Бофором (французский флот). Рюйтер продолжал держаться перед Булонью и отверг предложение французов идти на соединение в Брест. 18 сентября он получил приказание вернуться в Нидерланды, так как там потеряли надежду на присоединение французов, но это приказание было сейчас же отменено, так как было получено известие об огромном пожаре в Лондоне (12—16 сентября), который уничтожил почти весь Сити. Так как в Англии замечалось уже сильное течение в пользу мира, то в Нидерландах надеялись, что национальное бедствие усилит это течение, и этому же будет способствовать присутствие нидерландского флота в Ла-Манше. Поэтому Рюйтер продвинулся к западу, всё время выдерживая жестокие штормы. 28 сентября он получил от Бофора сообщение, что тот был в Дьепе, ждал там нидерландский флот 24 часа, но что дальше к востоку, в виду позиции английского флота, он идти не мог и вернулся в Брест. На нидерландской эскадре между тем развились болезни, и она двинулась к востоку. 3 октября заболел и должен был покинуть флот сам Рюйтер.

## Боевые действия в 1667 году
Ещё в середине октября 1666 года начались мирные переговоры, и в мае 1667 года в Бреду съехались уполномоченные для выработки условий мира. Переговоры затянулись, причём Людовик XIV, замышлявший как раз в этом году нападение на Фландрию, противодействовал мирным течениям, чтобы внимание Нидерландов продолжало отвлекаться войной с Англией. Поэтому Нидерланды решили принудить Англию к миру энергичными действиями на море и вооружили свой флот. Ян де Витт пообещал французскому королю напасть на английское побережье.
Между тем Карл II, затративший огромные государственные средства для своих личных целей и нуждавшийся в деньгах, в надежде на мир не приступал к вооружению флота, решив в случае возобновления военных действий ограничиться операциями по преследованию торговли (крейсерские операции). Англичане весной решили разоружить большинство самых больших судов; предпринимались лишь меры по защите гаваней и устья Темзы.
В силу этих обстоятельств адмиралу де Рюйтеру было приказано подняться вверх по Темзе и разрушить там все суда, склады, верфи. 13 июня Рюйтер вышел в море и 17 июня вошёл в устье Темзы с 84 кораблями, 15 брандерами и десантным отрядом в 17 416 человек, разорил Ширнесс и Чатам, сжёг там корабли и запасы, после чего заблокировал все юго-восточное побережье Англии. Особенно удачны были действия нидерландского флота у Ширнесса, где все английские корабли, арсеналы и запасы были уничтожены. В Лондоне началась паника, многие начали спасаться бегством. 24 июня нидерландский флот покинул Темзу.
Затем началась блокада нидерландским флотом Лондона и Темзы, в результате цены на продовольствие в Лондоне резко повысились. После этого де Рюйтеру было приказано ещё раз подняться вверх по Темзе, и в начале июля его корабли дошли до Грэйвсэнда, около Хариджа был высажен десант в 2000 человек, но эта операция оказалась неудачной. На Темзе в августе произошёл ряд стычек, в которых чаще всего брандеры действовали против брандеров.

## Условия мирного договора
21 июля в Бреде был заключён мир, по которому Нидерланды добились некоторых облегчений в Навигационном акте (разрешения возить на нидерландских судах германские товары), но Новые Нидерланды остались за Англией, взамен чего Нидерланды получили английскую колонию Суринам.

## Потери сторон

### Людские потери
Точное число людских потерь оценить невозможно, но общее число погибших в главных морских сражениях оценивается: для англичан — в рамках 6-8 тысяч убитыми, 3-4 тысяч пленными, для нидерландцев — от 6 до 10 тысяч человек убитыми.

### Финансовые затраты и потери
Только официальные расходы английского военно-морского флота на ведение боевых действий, строительство кораблей и поддержание их в боевой готовности за период с 1 сентября 1664 по 29 октября 1666 обошлось английской казне примерно в 3 200 516 фунтов стерлингов, то есть в сумму, равную двум обычным английским годовым бюджетам эпохи после Реставрации. Из этих средств 1 114 326 фунтов пошли на оплату жалований адмиралам, офицерам и рядовым матросам, 743 238 фунтов — на закупку продовольствия, 209 792 фунта — на содержание для больных и раненых.
Суммы, затраченные на войну, оказались очень большими даже для экстраординарных расходов. Уже в 1666 г. для английской короны остро встала проблема выплат долгов флоту и корабельным верфям, так как значительная часть поставок продовольствия и судостроения осуществлялась именно в долг.